# Cane (série télévisée)
Pour les articles homonymes, voir Cane.
Cane ou Cane : La Vendetta (Cane) est une série télévisée américaine en 13 épisodes de 42 minutes, créée par Cynthia Cidre (en) et diffusée entre le 25 septembre 2007 et le 18 décembre 2007 sur le réseau CBS.
La série est diffusée en France depuis le 24 novembre 2008 sur Série Club, et en Suisse depuis le 20 mai 2009 sur TSR1. Diffusion également sur M6 à partir du 16 novembre 2010.

## Synopsis
Cane évoque les rivalités et luttes de pouvoir au sein d'une grande famille cubano-américaine, les Duque, qui possède une très grande entreprise qui produit du rhum et du sucre dans le sud de la Floride.

## Distribution
- Jimmy Smits (VF : Bernard Lanneau) : Alex Vegas
- Nestor Carbonell (VF : Antoine Tomé) : Frank Duque
- Hector Elizondo (VF : François Jaubert) : Pancho Duque
- Paola Turbay (VF : Florence Dumortier) : Isabel Vega
- Eddie Matos (VF : Anatole de Bodinat) : Henry Duque
- Rita Moreno (VF : Marion Game) : Amalia Duque
- Michael Trevino (VF : Fabrice Trojani) : Jaime Vega
- Lina Esco (VF : Anouck Hautbois) : Katie Vega
- Samuel Carman (VF : Delphine Braillon) : Artie Vega
- Alona Tal (VF : Marie Giraudon) : Rebecca King
- Polly Walker (VF : Juliette Degenne) : Ellis Samuels

## Épisodes
1. La Trahison a un prix (Pilot)
2. Chasse à l'homme (The Work of a Business Man)
3. La Famille avant tout (The Two Alex Vegas)
4. Les Femmes au pouvoir (Family Business)
5. Frères de sang (Brotherhood)
6. L'Art et la manière (A New Legacy)
7. Saveurs subtiles (One Man Is an Island)
8. Jeux dangereux (All Bets Are Off)
9. Association de malfaiteurs (The Exile)
10. L'Ombre d'un doute (Time Away)
11. Dans la tourmente (Hurricane)
12. Noce de braise (The Perfect Son)
13. Seul contre tous (Open and Shut)